# Vision FC (Ruanda)
Der Vision Football Club ist ein ruandischer Fußballverein aus der Hauptstadt Kigali. Aktuell (Stand: Juli 2025) spielt der Verein in der zweiten Liga des Landes.

## Erfolge
- Ruandischer Zweitligavizemeister: 2023/24  ▲

## Stadion
Seine Heimspiele trägt der Verein im Kigali Pelé Stadium in Kigali aus. Das Stadion hat ein Fassungsvermögen von 22.000 Personen.

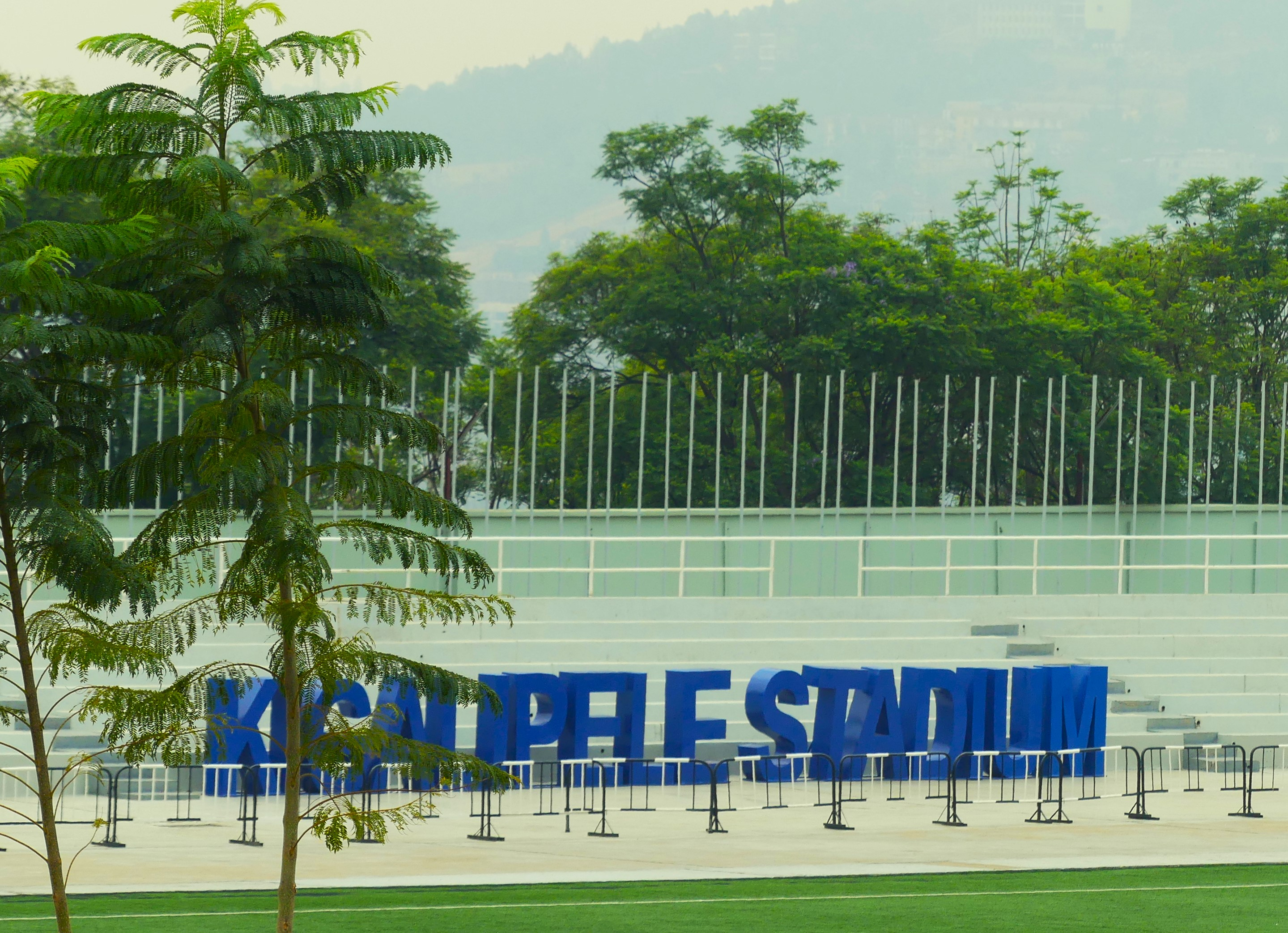
Kigali Pelé Stadium

## Saisonplatzierung
| Saison  | Liga                    | Level | Platz                         |
| ------- | ----------------------- | ----- | ----------------------------- |
| 2016/17 | Rwandan Second Division | 2     | 3. (Itsinda A)                |
| 2017/18 | Rwandan Second Division | 2     |                               |
| 2018/19 | Rwandan Second Division | 2     | 2. (Poule A)                  |
| 2019/20 | Rwandan Second Division | 2     | 2. (Poule B) / Gesamt 4.      |
| 2020/21 | Rwandan Second Division | 2     | 1. (Gruppe C) / Viertelfinale |
| 2021/22 | Rwandan Second Division | 2     |                               |
| 2022/23 | Rwandan Second Division | 2     | 4.                            |
| 2023/24 | Rwandan Second Division | 2     | 2. ▲                          |
| 2024/25 | Rwanda Premier League   | 1     | 16. ▼                         |
| 2025/26 | Rwandan Second Division | 2     |                               |

Quelle: rsssf.org